# طرخشقون متفاوت
طرخشقون متفاوت (الاسم العلمي:Taraxacum dissimile) هو نوع من النباتات يتبع جنس الطرخشقون من الفصيلة النجمية.